# 9764 Morgenstern
9764 Morgenstern eller 1991 UE5 är en asteroid i huvudbältet som upptäcktes den 30 oktober 1991 av den tyske astronomen Freimut Börngen vid Tautenburg-observatoriet. Den är uppkallad efter den tyske diktaren Christian Morgenstern.
Asteroiden har en diameter på ungefär 3 kilometer.